# Ecuadorana bicolor
Ecuadorana bicolor là một loài ruồi trong họ Tachinidae.